# Perognathus
Genre
Perognathus est un genre de rongeurs de la famille des Heteromyidae. Il comprend des souris à abajoues ou souris à poches.
Le genre a été décrit pour la première fois en 1839 par Maximilian zu Wied-Neuwied (1782-1867), un prince allemand, naturaliste, ethnologue et explorateur.

## Liste d'espèces
Selon Mammal Species of the World (version 3, 2005)  (28 nov. 2012), ITIS (28 nov. 2012), Catalogue of Life (28 nov. 2012), NCBI (28 nov. 2012) :
- Perognathus alticola Rhoads, 1894
- Perognathus amplus Osgood, 1900
- Perognathus fasciatus Wied-Neuwied, 1839 - Souris à abajoues des Plaines[6] ou Souris aux abajoues des plaines[1], ou encore Souris à abajoues flavescente[7]
- Perognathus flavescens Merriam, 1889
- Perognathus flavus Baird, 1855 - Souris-à-abajoue soyeuse[8] ou Souris à poche soyeuse[1]
- Perognathus inornatus Merriam, 1889
- Perognathus longimembris (Coues, 1875)
- Perognathus merriami J. A. Allen, 1892
- Perognathus parvus (Peale, 1848) - Souris à abajoues des pinèdes[6] ou Souris aux abajoues des pinèdes[1]

Selon Paleobiology Database (28 nov. 2012) :
- Perognathus ancenensis
- Perognathus brevidens
- Perognathus carpenteri
- Perognathus coquorum
- Perognathus dunklei
- Perognathus flavescens
- Perognathus flavus
- Perognathus furlongi
- Perognathus gidleyi
- Perognathus henryredfieldi
- Perognathus huastecensis
- Perognathus inornatus
- Perognathus longimembris
- Perognathus maldei
- Perognathus mclaughlini
- Perognathus merriami
- Perognathus minutus
- Perognathus parvus
- Perognathus pearlettensis
- Perognathus rexroadensis
- Perognathus saskatchewanensis
- Perognathus stevei
- Perognathus strigipredus
- Perognathus trojectioansrum